# Alaquàs
 (mai 2023).
Si vous disposez d'ouvrages ou d'articles de référence ou si vous connaissez des sites web de qualité traitant du thème abordé ici, merci de compléter l'article en donnant les références utiles à sa vérifiabilité et en les liant à la section « Notes et références ».
Pour les articles homonymes, voir Alcazar.
Alaquàs, en valencien et officiellement, (en castillan : Alacuás), est une commune de la province de Valence, dans la Communauté valencienne, en Espagne. Elle est située dans la comarque d'Horta Oest et dans la zone à prédominance linguistique valencienne. Sa population s'élevait à 29 561 habitants en 2019 (INS).

## Toponymie
Le nom de la localité vient de l'arabe الأقواس (al-aqūās), « les arcs » ou « les arcades ». On ne sait avec exactitude à quels arcs ce nom fait référence. Plusieurs hypothèses ont été énoncées : ceux de l'aqueduc reliant la ville à celle de Manises ; ceux passant au-dessous du cours d'eau de Poyo ; ou encore ceux du château musulman de la cité.

## Géographie
La commune d'Alaquàs se situe à 42 m d'altitude et s'étend sur 3,9 km². Elle se trouve dans la région de l'Horta de Valence, à 7 km à l'ouest de la capitale provinciale et dans la zone de l'Horta Oest. Le territoire communal a une forme allongée qui s'étend d'est en ouest. Son centre ville touche celui de la commune voisine, Aldaia.

Localisation d'Alaquàs
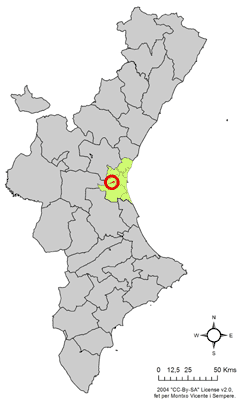
dans la Communauté valencienne.
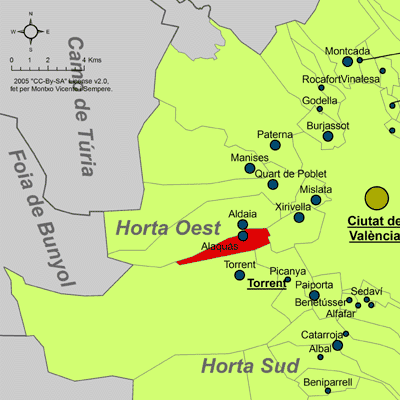
dans la comarque d'Horta Oest.

La commune est située dans la zone ouest de l'agglomération de Valence.

### Localités limitrophes
Le territoire municipal d'Alaquàs est voisin de celui des communes suivantes : Aldaia, Torrent, Picanya et Xirivella, toutes situées dans la province de Valence.

## Histoire
Bien que l'on ait retrouvé des vestiges romains et des pièces de monnaie datant de l'époque impériale, le centre-ville d'Alaquàs est d'origine musulman. Elle a été conquise par Jaime I en 1238 et est ensuite passée dans les mains de Bernat de Castellnou, Ponç Soler, avant de revenir à la Couronne. En 1319, Joan Escrivà en fit l'acquisition avant de la transmettre aux Vilaragut puis aux Alugar.
En 1557, le roi Philippe II créa le comté d'Alaquàs dont la gérance revint à Luis Pardo de la casta en 1584. C'est lui qui, au-dessus des fortifications musulmanes antérieures, fit construire le Castillo d'Alaquàs.
En juin 1975, la détention des 10 d'Alaquàs, dans un couvent de la ville, constitue un épisode annonciateur de la transition démocratique.

## Démographie
En 1520, on dénombrait environ 120 familles dans le centre-ville (soit approximativement 550 personnes), qui grossit jusqu'à 200 familles (environ 900 habitants) en 1609. L'expulsion des Morisques (descendants des familles musulmanes) en 1611 a causé des changements considérables, à tel point qu'en 1646, seulement 153 familles restaient (689 habitants), puis 143 en 1713 (644 habitants). Un relevé de 1877 dénombrait à cette époque 2 000 habitants.
Le XXe siècle, et particulièrement sa deuxième moitié, a complètement modifié la dynamique de la ville, qui n'a cessé de croître en population. Etant à la périphérie de Valence, sa première vocation a été celle d'une ville-dortoir, avant de devenir un village plus industrialisé (en 1970, 72 % de l'activité provenait du secteur secondaire).
| Population | 1 846  | 2 062  | 2 370  | 2 672  | 2 765  | 3 276  | 3 753  | 4 332  | 8 116  | 19 639 |
|            | 1981   | 1991   | 2000   | 2006   | 2007   | 2010   | 2013   | 2015   | 2017   | 2019   |
| Population | 23 550 | 24 107 | 26 939 | 30 104 | 30 177 | 30 270 | 30 273 | 29 838 | 29 474 | 29 561 |

## Politique et administration
La ville d'Alaquàs comptait 29 537 habitants aux élections municipales du 28 mai 2023. Son conseil municipal (en espagnol : Pleno del Ayuntamiento) se compose donc de 21 élus.
Faisant partie de la banlieue rouge de Valence, la municipalité a été quasi-uniquement dirigée par le Parti socialiste depuis 1979.

### Maires
| Mandat    | Maire | Maire                                         | Parti | Majorité |
| --------- | ----- | --------------------------------------------- | ----- | -------- |
| 1979-1983 |       | Alberto Taberner Ferrer                       | PCE   | 8 / 21   |
| 1983-1987 |       | Francisco Tárrega García                      | PSOE  | 10 / 21  |
| 1987-1991 |       | Francisco Tárrega García                      | PSOE  | 8 / 21   |
| 1991-1995 |       | Adrián Hernández García                       | PSOE  | 11 / 21  |
| 1995-1999 |       | Adrián Hernández García                       | PSOE  | 9 / 21   |
| 1999-2003 |       | Jorge Alarte                                  | PSOE  | 11 / 21  |
| 2003-2007 |       | Jorge Alarte                                  | PSOE  | 15 / 21  |
| 2007-2011 |       | Jorge Alarte Elvira García Campos (es) (2009) | PSOE  | 13 / 21  |
| 2011-2015 |       | Elvira García Campos (es)                     | PSOE  | 10 / 21  |
| 2015-2019 |       | Elvira García Campos (es)                     | PSOE  | 9 / 21   |
| 2019-2023 |       | Toni Saura Martín                             | PSOE  | 11 / 21  |
| 2023-2027 |       | Toni Saura Martín                             | PSOE  | 10 / 21  |

## Économie
En 2008, 45 % de l'activité économique d'Alaquàs était assuré par l'industrie, 53 % par les services et seulement 2 % par l'agriculture. Sur les 134 ha disponibles, 99 étaient destinés à la culture d'agrumes et 35 à celle d'herbacés.

## Patrimoine
- Château d'Alaquàs : aussi appelé château des Quatre Tours ou palais des Aguilar. Sa construction (probablement par-dessus des vestiges musulmans formant partie de la ceinture défensive de la ville) a été initiée par Luis Pardo de la casta, premier comte d'Alaquàs en 1582. Il s'agit d'un édifice rectangulaire de 40 mètres de côté, avec quatre tours de 25 mètres de hauteur et une cour intérieure de style romain. Il a été classé monument historique en 1918, en réponse à un projet de démolition qui a échoué, et a été l'objet de plusieurs restaurations depuis les années 1940. Le 3 février 2003, la mairie en a fait l'acquisition.
- Église de l'Assomption : accolée au Castillo, elle semble avoir été finalisée en 1649 (d'après les dalles marquées).
- Église de la Vierge de l'Olivier : il s'agit du temple d'un ancien couvent de Minimes qui, jusqu'en 1537, était sous l'ordre dominicain, et plus tard en 1887, occupé par les Oblates du Christ Prêtre.

## Culture

### Fêtes
- Fiestas mayores: de la fin août à début septembre.
- Fallas: durant le mois de mars.
- Fiesta del Porrat: célébrée au printemps, en l'honneur de Saint François de Paul. Une foire culinaire est organisée et l'on partage des "calderetas" entre voisins

### Évènements
- Festival de Rock d'Alaquàs: festival de rock international, plus connu comme FRA

## Jumelage
- Crémone (Italie)
- Lanjarón (Espagne)
- Jerez de los Caballeros (Espagne)
- Benalup (Espagne)